# 瓦格拉姆山麓费尔斯
瓦格拉姆山麓费尔斯是奥地利下奥地利州图尔恩县的一个市镇。总面积29.5平方公里，总人口1983人，人口密度67.2人/平方公里（2005年）。